# ますい志保
ますい 志保（ますい しほ、1968年10月6日 - ）は、東京・銀座のクラブの元ママ兼作家。元ホリプロ所属のタレント。
神奈川県鎌倉市北鎌倉出身。血液型A型。父は桝居祐三（元神奈川県議会議員）。
- 13歳の頃からタレント活動を始める。
- 清泉女学院中学校・高等学校退学。
- 明治大学文学部仏文学科卒業。
- 身長162cm、B90cmW60cmH86cm
- 1994年、一卵性双生児の妹さくらとともに、銀座に会員制クラブ「ふたご屋」を開く。
- 2003年、子宮癌を発症したが治療を受け、店に復帰した。

## 出演歴
- 映画『ばあじんロード』（東映）
- CM『ピコレット』

## 著書
- ふたりっ子ママの銀座繁盛記―夜の世界で異彩を放つ常識破りのふたご流経営術 ますい桜子共著 ごま書房、1997年
- 男と女 ウソのつき方見抜き方 ますいさくら共著 講談社、2002年
- 銀座ママが明かすお金に好かれる人、嫌われる人のちょっとした違い アスコム、2002年 のち広済堂文庫
- いい男の条件 肩書きでも、年収でも、外見でもない… 青春出版社、2003年
- 赤い蝶々 小学館、2004年
- 愛される条件―ちょっとモテるより、ずっと永遠に… 青春出版社、2005年
- 生き残る男の条件 うまくいく人ダメになる人の違い 青春出版社、2006年
- 12の口癖 成功者たちの幸運を呼び込む言葉 講談社、2007年
- 男を虜にする作法 -もう一度会いたいと思わせる人 朝日新聞出版、2008年
- ブラック・シャンパン 朝日新聞出版 2009.12
- いい男に最短で出あう本 朝日新聞出版、2010